# Woody Eney
Woody Eney est un acteur américain né le 8 juin 1937 à Canberra (Australie) et mort le 16 janvier 2017 à Richmond (Virginie, États-Unis).

## Filmographie
- 1979 : Racines 2 (Roots: The Next Generations) (feuilleton TV) : un policier
- 1979 : Transplant (TV) : Dr. Scofield
- 1979 : Mort au combat (Friendly Fire) (TV)
- 1979 : Which Mother Is Mine? (TV)
- 1980 : Pray TV : Hal Tramer
- 1980 : Bogie (TV) : Randolph
- 1981 : La Petite Maison dans la prairie (The House on the Prairie) (Série TV) saison 7, épisode 14 (Les neveux) : Royal Wilder
- 1982 : The Ambush Murders (TV) : un évêque
- 1982 : Mae West (TV) : Warden Schleth
- 1982 : Firefox, l'arme absolue (Firefox) : Maj. Dietz
- 1983 : White Water Rebels (TV) : Gerald Swann
- 1983 : Thursday's Child (TV) : Hart Perry
- 1983 : Canyon Prison (Off the Wall) : Bailiff
- 1985 : Space (feuilleton TV) : consultant scientifique à la télévision
- 1985 : Midas Valley (TV) : Mr. Baxter
- 1985 : À double tranchant (Jagged Edge) de Richard Marquand : Austin Lofton
- 1988 : Police Story: Gladiator School (TV) : Mason
- 1989 : Trois fugitifs (Three Fugitives) : First Cop
- 1990 : Les vertiges de la gloire (en) (Call Me Anna) (TV) : Fred Coe
- 1992 : Jalousie criminelle (The Danger of Love: The Carolyn Warmus Story) (TV) : l'ami de la famille
- 1993 : L'Incroyable Voyage (Homeward Bound: The Incredible Journey) : Forest Ranger « Mark »